# MTV 80s UK
MTV 80s UK – kanał muzyczny koncernu Paramount Networks EMEAA przeznaczony na rynek brytyjski. Kanał powstał w wyniku rebrandingu kanału MTV Classic (UK) 31 marca 2022.

## Historia
Początkowo kanał emitowano w miejsce MTV Classic UK od 28 lutego 2020 do 31 marca 2020 roku. Na potrzeby emisji tymczasowej przygotowano koncepcyjne belki z tytułem utworu, logo oraz identyfikatory kanału podobne do tych z wersji międzynarodowej.
Do koncepcji kanału tematycznego powrócono dwa lata później. Na koniec marca 2022 zaplanowano start oddzielnych kanałów muzycznych z rodziny MTV dedykowanych widzom z Wielkiej Brytanii i Irlandii. 31 marca 2022, MTV 80s UK wraz z MTV 90s UK (które zastąpiło MTV Base), oficjalnie wystartowały.
Pierwszym teledyskiem odtworzonym po starcie kanału był "The Sun Always Shines On TV" zespołu a-ha. Wersja brytyjska kanału różni się od wersji międzynarodowej przede wszystkim emitowaniem przerw reklamowych, a w godzinach nocnych również pasma Teleshopping. W lipcu 2024, kanał ujednolicił ramówkę oraz playlistę razem z wersją międzynarodową MTV 80s.

## Oprawa graficzna
Kanał charakteryzuje animowane wielkie logo, format obrazu 16:9 oraz nietypowy sposób zapisu tekstu. Tak zwane "strapy" posiadają zapis tytułu w cudzysłowie oraz rok wydania piosenki. Gdy na początku lutego 2025 międzynarodowe MTV 80s dostosowano do identycznej grafiki, nadal były różnice. Oba te kanały różniła czcionka w belkach z nazwą utworu jak i mocna kolorystyka użyta przy emisji teledysków, Kilka tygodni po zmianach na wersji międzynarodowej, na MTV 80s UK wdrożono te same zmiany.